# Ernest Cassel

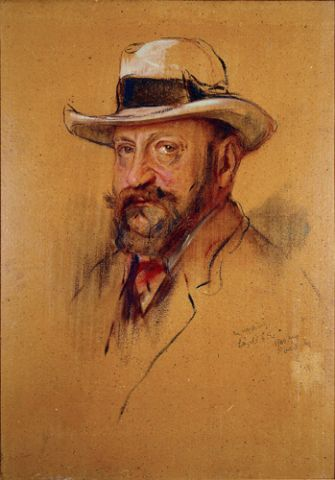
Philip Alexius de László: Sir Ernest Cassel, Öl auf Leinwand, 1900

Sir Ernest Cassel, GCB, GCMG, GCVO, PC (* 3. März 1852 in Köln; † 21. September 1921 in London), aufgrund seines „schlossherrenhaften“ Reichtums und seiner guten Beziehungen zur königlichen Familie auch „Windsor-Cassel“ genannt, war ein britischer Bankier deutscher Abstammung.

## Jugend und beruflicher Aufstieg
Ernest Cassel wurde als Ernst Cassel in Köln geboren. Er war das jüngste von drei Kindern des Ehepaars Amalaia und Jacob Cassel. Sein Vater war ein in Köln niedergelassener jüdischer Bankier. Mit vierzehn Jahren begann Cassel eine Banklehre in der Bank von J. L. Eltzbacher in Köln, die sich auf die Finanzierung großer Industriekonzerne und von Auslandsgeschäften spezialisiert hatte. 1869 kam Cassel im Alter von knapp 17 Jahren nach England, wo er bei Blessig, Braun & Co. in Liverpool eine Anstellung fand. Die Firma war spezialisiert auf den Handel mit Getreide. Dank seines feinen Geschäftssinns und seiner außerordentlichen Arbeitskraft, die es ihm ermöglichte, täglich ein gewaltiges Pensum zu bewältigen, fand er 1870 Beschäftigung bei der Anglo-Egyptian Bank in Paris. 
Der Deutsch-Französische Krieg von 1870 und die durch ihn hervorgerufene antideutsche Stimmung in Paris nötigte den aus Preußen stammenden Cassel dazu, nach London zurückzukehren. Dort übernahm er eine Position als Buchhalter beim Bankhaus Bischoffsheim & Goldschmidt. Der erst neunzehnjährige Ernst freundete sich schnell mit der Familie des Teilhabers Louis-Raphaël Bischoffsheim (1800–1873) an. 
Cassels gute Beziehungen zur Familie Bischoffsheim, sowie seine rasche Auffassungsgabe, ein zäher Wille und ein instinktsicheres Urteil in finanziellen Angelegenheiten führten ihn mit nur zweiundzwanzig Jahren in die Führungsebene des angesehenen Bankhauses. Dort gelang es ihm, einige schon lange verloren geglaubte riskante Investitionen zu sichern, aber auch sein eigenes Gehalt binnen eines Jahres von 200 auf 5000 Pfund Sterling zuzüglich Provision zu steigern. Auch sein eigenes Geld vermochte er gewinnbringend anzulegen. Noch vor seinem 30. Lebensjahr verfügte Cassel über ein beträchtliches privates Vermögen in Höhe von über 150.000 Pfund Sterling.

## Der arrivierte Geschäftsmann

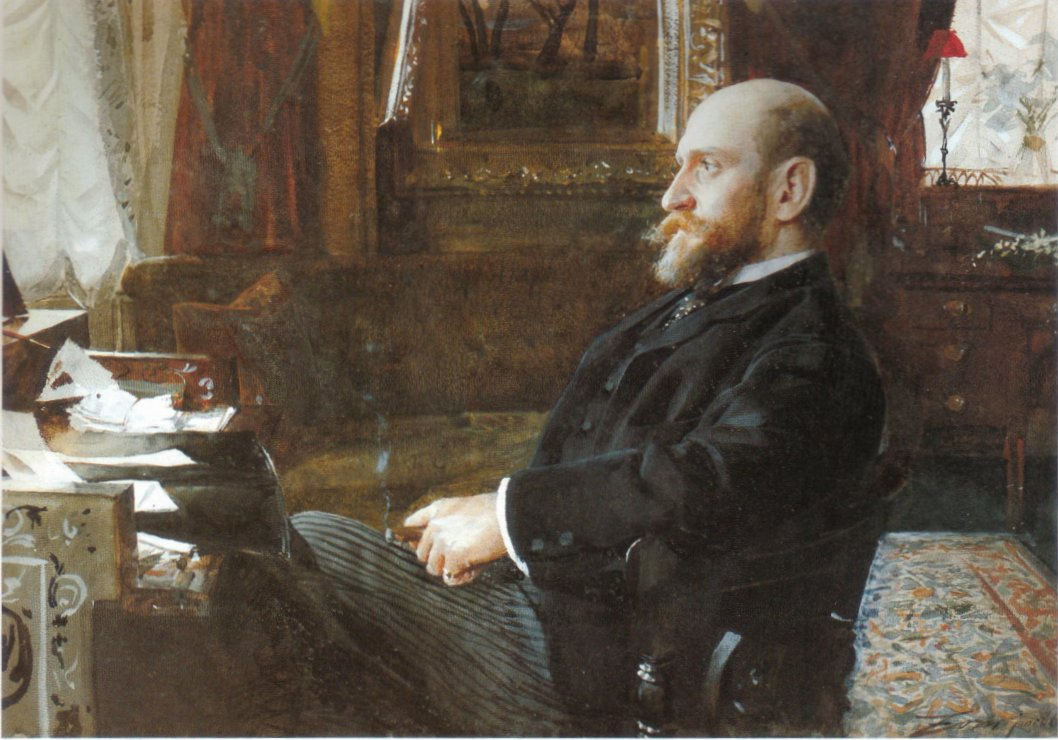
Anders Zorn: Ernest Cassel 1886

Der zunehmende Erfolg öffnete Cassel den Zugang zu den angesehensten Londoner Kreisen aus Adel, Politik und Hochfinanzen. 1878 heiratete er Annette Maxwell, aus der Ehe ging eine Tochter, Amalia Mary Maud (Maudie) Cassel hervor, die Sir Wilfred Ashley – den späteren 1. Baron Mount Temple – heiratete. Cassels Enkeltochter aus dieser Verbindung war Edwina Ashley, die als Gemahlin von Lord Louis Mountbatten 1922 Mitglied der weiteren königlichen Familie wurde. 
Annette Maxwell Cassel starb 1881 nach nur drei Jahren Ehe an Tuberkulose. Ihrem Wunsch auf dem Sterbebett folgend konvertierte Cassel, der sich selbst freilich immer als Jude fühlte, zum Katholizismus. Nach dem Tod seiner Mutter (1874) sowie seines Vaters und seines Bruders Max (1875) überließ Cassel seinen eigenen Erbteil der Schwester Wilhelmina und ihren Kindern Felix und Anna. Später holte er Wilhelmina Cassel und deren Kinder nach London und ließ sich von ihr den Haushalt führen.

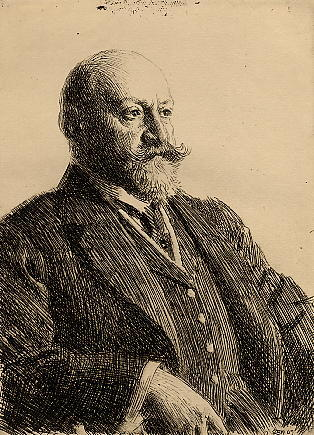
Anders Zorn: Ernest Cassel 1909

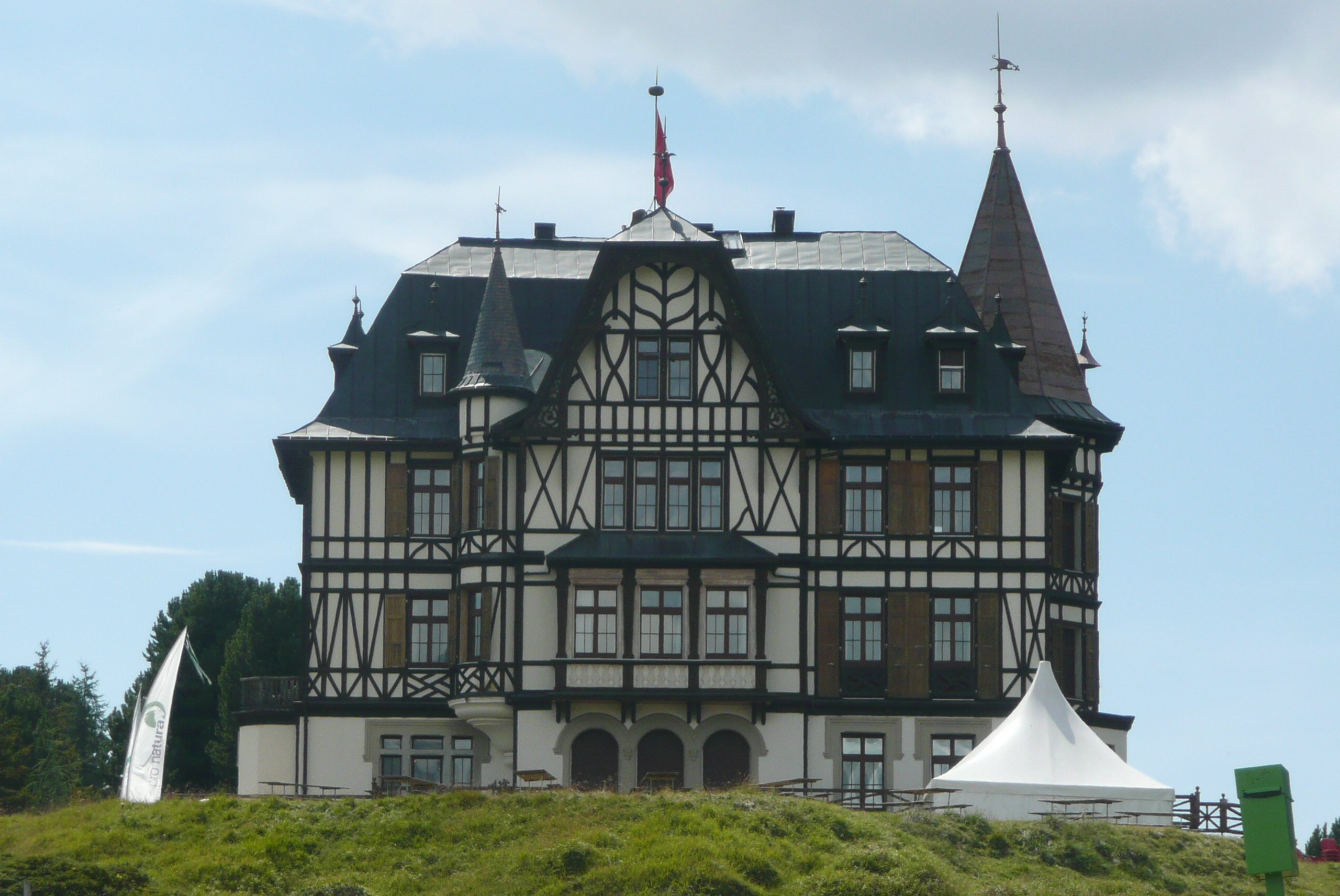
Villa Cassel, Riederalp

1884 begann Cassel, eigene Geschäfte zu führen, operierte aber nach wie vor von seinen Räumen im Bankhaus der Bischoffheims in der Throgmorton Street aus. Ein eigenes Büro eröffnete er erst 1898. Er investierte in sibirische Goldminen und die Erzförderung in Schweden. Daneben hielt er Anteile an Stahlkonzernen und Eisenbahngesellschaften, finanzierte Bewässerungsprojekte in Ägypten und Staatsanleihen für Mexiko, China und Uruguay.
1889 gründete er zusammen mit Henry Verney, 18. Baron Willoughby de Broke ein eigenes Gestüt. Ab 1896 begann er, mit selbstgezüchteten Rassepferden an Pferderennen teilzunehmen. Bei einem dieser Rennen lernte er Edward, Prince of Wales – einen bekannten Pferdenarren und häufigen Besucher von Rennen – kennen, dem er zeit seines Lebens freundschaftlich verbunden blieb. Daneben unterhielt Cassel auch Beziehungen zu den liberalen Politikern und späteren Premierministern Herbert Henry Asquith und Winston Churchill, den er vor allem in seinen Anfangsjahren finanziell förderte. 
1898 ermöglichte der durch seine Finanzierung den Bau der Assuan-Staumauer und des Asyut-Stauwehres am Nil.
1913 war Cassel Mitbegründer der GAG Immobilien Köln. 
Zu Beginn des 20. Jahrhunderts vollzog er den Namenswechsel von Ernst Cassel zu Ernest Cassel. 1902 ernannte sein Freund Edward, nun mehr als Edward VII. zum König gekrönt, Cassel zu seinem privaten Finanzberater und Geheimkämmerer. Außerdem wurde er 1902 zum Privy Councillor.
Cassel, der sein ganzes Leben lang karitativ gewirkt hatte, spendete im Lauf der Jahre mehr als 2.000.000 Pfund Sterling. 
1910 gründete er die King Edward VII Foundation zum freundschaftlichen Austausch von Briten und Deutschen untereinander.
1921, kurz vor seinem Tod, gründete er das Cassel Hospital für psychisch Geschädigte des Ersten Weltkrieges.
Bereits im Jahr 1900 stiftete Cassel der schwedischen Gemeinde Grängesberg ein Bürgerzentrum mit Konzertsaal, Bibliothek und Versammlungslokal, Badehaus, einem Park mit Sportplatz sowie eine Schulküche. 
Als Cassel 1921 starb, wurde er auf dem Kensal Green Cemetery in London vor der anglikanischen Friedhofskapelle beigesetzt.
Cassel hinterließ ein Vermögen, das nach heutiger Währung etwa 270 Millionen Euro entsprechen würde. Den Großteil seines Vermögens bekam seine Enkeltochter Edwina Ashley: zwei Millionen Pfund, seinen Landsitz in Hampshire und sein Londoner Stadthaus Brooke House. Zahlreiche Orden und Auszeichnungen zeugen von dem hohen gesellschaftlichen Rang, den Cassel zu seiner Zeit innehatte. Seine im schweizerischen Riederalp gelegene Villa Cassel wird heute von der Naturschutzorganisation Pro Natura als Zentrum genutzt.

## Cassel als Kunstsammler
Cassel zählt zu den bedeutendsten Kunstsammlern der Edwardianischen Epoche. Seine Sammlung in der Londoner Park Lane umfasste, neben Gemälden von van Dyck und Reynolds, insbesondere das sogenannte Cassel Silver. Dabei handelt es sich um ein Besteckset, ein Erzeugnis der frühen englischen Silberschmiedekunst, dessen Einzelteile zwischen 1496 und 1799 entstanden. Es beinhaltet unter anderem Schokoladentassen und eine vergoldete und versilberte Wasserkanne. Da kein britisches Museum die finanziellen Mittel besaß, um alle Stücke des Cassel Silvers zu erwerben, formten acht Museen zusammen ein Interessenkonsortium, das das Set gemeinsam erwarb, um die Gegenstände auf mehrere Museen aufzuteilen. So finden sich elf seiner Teile heute im British Museum in London.